# Antonino Grimaldi di Serravalle
Antonino Grimaldi di Serravalle (Catania, 9 marzo 1871 – Catania, 16 aprile 1956) è stato un politico e militare italiano.

## Biografia
Figlio di Mario, dei baroni di Serravalle, e di Margherita Fiorini, don Antonino fu colonnello di cavalleria e aiutante di campo del duca Emanuele Filiberto di Savoia-Aosta. Sposò Concetta Sapuppo Asmundo, figlia del conte Antonio, già primo cittadino di Catania, da cui ebbe due figli.
Podestà di Catania dal 10 maggio 1929 al 18 ottobre 1931, all'inaugurazione della Casa-Museo del compositore Vincenzo Bellini, il 5 maggio del 1930, Grimaldi fece fissare una targa, dettata dal professore Francesco Guglielmino: 
( V. Consoli, Enciclopedia di Catania, Tringale, 1987,  p. 508.)